# Zylon

Structure du poly(p-phénylène-2,6-benzobisoxazole)

Le Zylon est le nom de marque d'un polymère, le poly(p-phénylène-2,6-benzobisoxazole) (PBO), utilisé dans de nombreux produits demandant une grande résistance et une stabilité thermique excellente.
Il est sous forme de polymère à cristaux liquides. Le PBO est un polyazole possédant un autre hétéroatome dans le cycle ou oxazole. Il a été développé dans les années 1980 par Toyobo, une firme japonaise. La fibre est de couleur or et est l'une des plus résistantes à la rupture sur le marché. Le Zylon est très stable, résiste à 600 °C, résiste bien à l'abrasion, est difficile à couper, glisse peu, et résiste très bien aux pliages. Il est très flexible, doux au toucher mais très sensible aux UV et à la lumière visible.

## Utilisations
Ce matériau a été notamment utilisé comme remplaçant du Kevlar pour sa légèreté dans les gilets pare-balles équipant les forces de police américaines jusqu'en 2005, date à laquelle un rapport du National Institute of Justice (en) (NIJ) en a déconseillé l'usage pour cette application.
Il est aussi utilisé comme matériaux à voile et comme élément de sécurité dans la conception des châssis-coque de voitures de course et d'équipement de pilotes, comme c'est le cas des protections de visière rendues obligatoires depuis 2010 sur les casques des pilotes de Formule 1 ou encore pour maintenir les roues en cas de crash.